# Resolució 2052 del Consell de Seguretat de les Nacions Unides
La Resolució 2052 del Consell de Seguretat de les Nacions Unides fou adoptada per unanimitat el 27 de juny de 2012. Després de considerar un informe del Secretari General Ban Ki-moon, sobre la Força de les Nacions Unides d'Observació de la Separació (UNDOF) i reafirmant la resolució 1308 (2000), el Consell va prorrogar el seu mandat per uns altres sis mesos, fins al 31 de desembre de 2012.
El Consell de Seguretat va demanar la implementació de la Resolució 338 (1973) que exigia la celebració de negociacions entre les parts per a la solució pacífica de la situació a l'Orient Mitjà. Va demanar a totes les parts que respectessin l'acord d'alto del foc de 1974, que s'havia posat "en perill" a causa dels incidents de l'1 de març en què tropes sirianes obriren foc contra observadors de la UNDOF.